# Max-André Dazergues

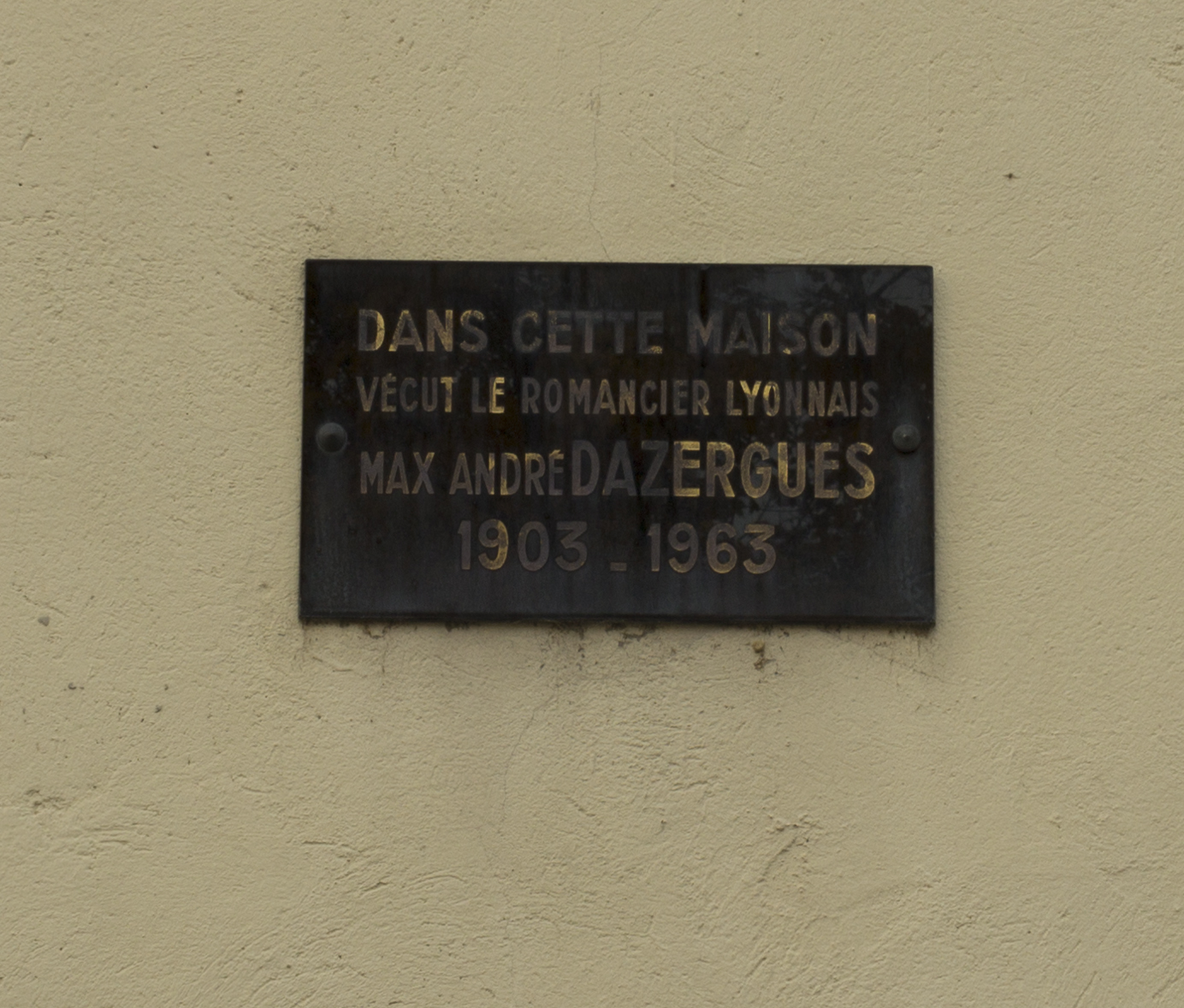
plaque op voormalige woning van Dazergues in Lyon

Max-André Dazergues, pseudoniem van André Compère (Lyon, 12 juni 1903 – Parijs, 4 november 1963), was een Frans schrijver van thrillers, sciencefiction- en jeugdverhalen. In zijn politieromans komt het personage Le Bossu voor.
Hij maakte eveneens gebruik van andere pseudoniemen zoals André Mad, Paul Madandre, André Madandre en André Star. Men heeft hem er zelfs lang van verdacht om een pseudoniem van Georges Simenon te zijn.
Samen met Marcel E. Grancher en enkele anderen hielp hij de beginnende schrijver Frédéric Dard op weg. Later zou deze hen hulde brengen in zijn boek Le Cirque Grancher dat in 1947 verscheen.

## Romans
- L'héritage du chercheur d'or - Collection Printemps (Nr. 69)
- Sous le signe du caïman rose - Collection Printemps (Nr. 135)
- Le secret de l'Antiphanta - Collection Printemps (Nr.144)
- Un cri dans la jungle - Collection Printemps (Nr. 173)
- L'étoile de corail  - Collection Printemps (Nr.186)
- Le secret des nains - collection Aventure
- Le trésor du trappeur - Le livre de l'aventure, 1930
- L'héritière du clochard - Le petit roman (Nr. 402), 1935
- La déesse de jade - Collection Fama (Nr.554), 1937
- Les 7 pivoines - Collection Rex (Nr. 3),1938
- La fusée des glaces (1938)
- Feu l'assassin - Collection du Gendarme, 1944
- La mort à la flûte, 1944
- Bateau citerne 83, 1944
- Le serment des glycines - Collection Crinoline, 1944
- La femme d'un seul amour - Collection Crinoline, 1944
- Le mensonge des yeux bleus - Collection Crinoline Nr. 4), 1944
- Dans l'enfer de l'or, 1945
- Le marteau d'ivoire, 1945
- Les conquérants du sommeil - Collection Globe-Trotter (Nr. 1), 1947
- Le mystère du château d'If, 1948
- Des ennuis avec Le Bossu - Collection Le verrou (Nr. 26), 1951
- Le Bossu a peur des perruches - Collection Le verrou (Nr. 30à), 1951
- Le Bossu n'est plus dans la course - Collection Le verrou (Nr. 38), 1952
- Le Bossu repart à zéro - Collection Le verrou (Nr. 51), 1952
- Le bossu joue pair et impair - Collection Le verrou (Nr. 56), 1952
- Bianca Capello T1 Le moine de Satan - André Martel, 1953
- Bianca Capello T2 Les mystères de Florence - André Martel, 1953
- Le Bossu a perdu la boussole - Collection Le verrou (Nr. 60), 1953
- L’antre des Dieux Mon roman d'aventures (Nr. 244), 1953
- Le Bossu est dans la Lune - Collection Le verrou (Nr. 66), 1953
- La sphère engloutie Mon roman d'aventures (Nr. 288), 1954
- La spirale du diable Mon roman d'aventures (Nr. 293), 1954
- La pyramide de la mort Mon roman d'aventures (Nr. 299), 1954
- La péniche sanglante - Collection Mon roman policier (Nr. 344), 1954
- Le carnaval des épouvantes - Collection Frayeurs (Nr. 5), 1954
- La soucoupe de cire - Mon roman d'aventures (Nr.  343), 1955
- Le Solarium de la mort, - Mon roman d'aventures (Nr. 388)
- Le monastère des morts-vivants - Mon roman d'aventures (Nr. 400), 1956
- La main du fantôme - Collection Mon roman policier (Nr.  415), 1956
- Le chemin des idoles - Collection Les Carnets des Services Secrets (Nr. 54), 1964

onder het pseudoniem André Mad
- L'île de Satan, 1930
- L'homme d'avant minuit Collection Mon roman policier, 1946
- Tendre romance - Pour lire un soir-série Amour
- L'iceberg de l'épouvante - Mon roman d'aventures (Nr. 260), 1953
- Rosette et son destin - Pour lire un soir-série Amour
- L'éléphant vert -  Collection Aventure et Action

- Bibliothèque nationale de France: cb15566586b (data)
- International Standard Name Identifier: 0000 0001 2126 2673
- Library of Congress Control Number: no2011028016
- Nederlandse Thesaurus van Auteursnamen: 292535384
- Système universitaire de documentation: 07071505X
- Virtual International Authority File: 29847613
- WorldCat: E39PBJhdf6mcRXgY8G8T7tqvpP